# Musée de Nantong
Le musée de Nantong (en mandarin simplifié : 南通博物苑; en pinyin : Nāntōng Bówùyuàn) est un musée chinois situé dans la ville de Nantong, dans la province de Jiangsu. Il a été créé en 1905, ce qui en fait un des plus anciens du pays. Il est consacré à l'histoire et à la culture locale, ainsi qu'aux sciences naturelles.

## Galerie

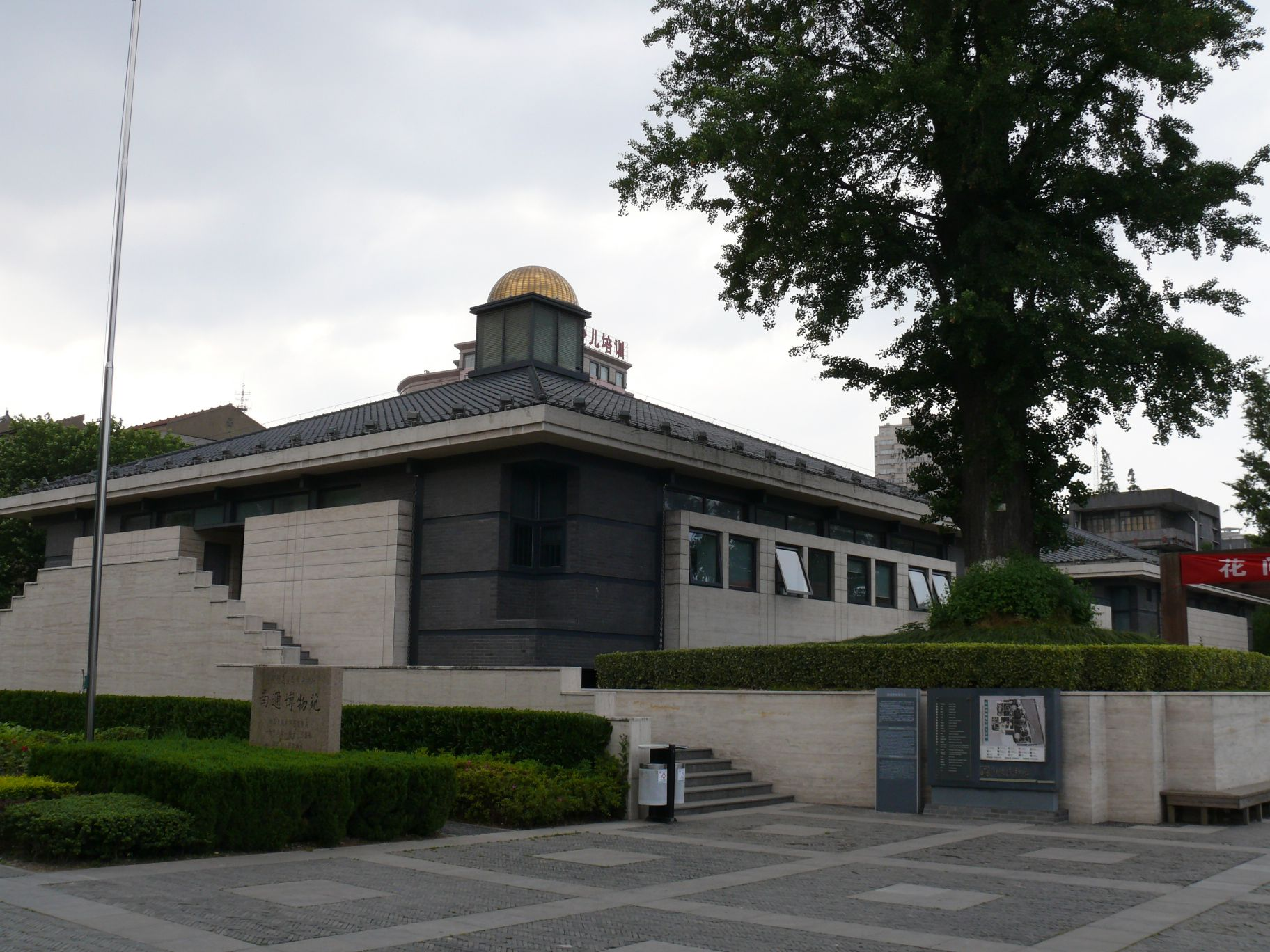
Bâtiment moderne du musée.
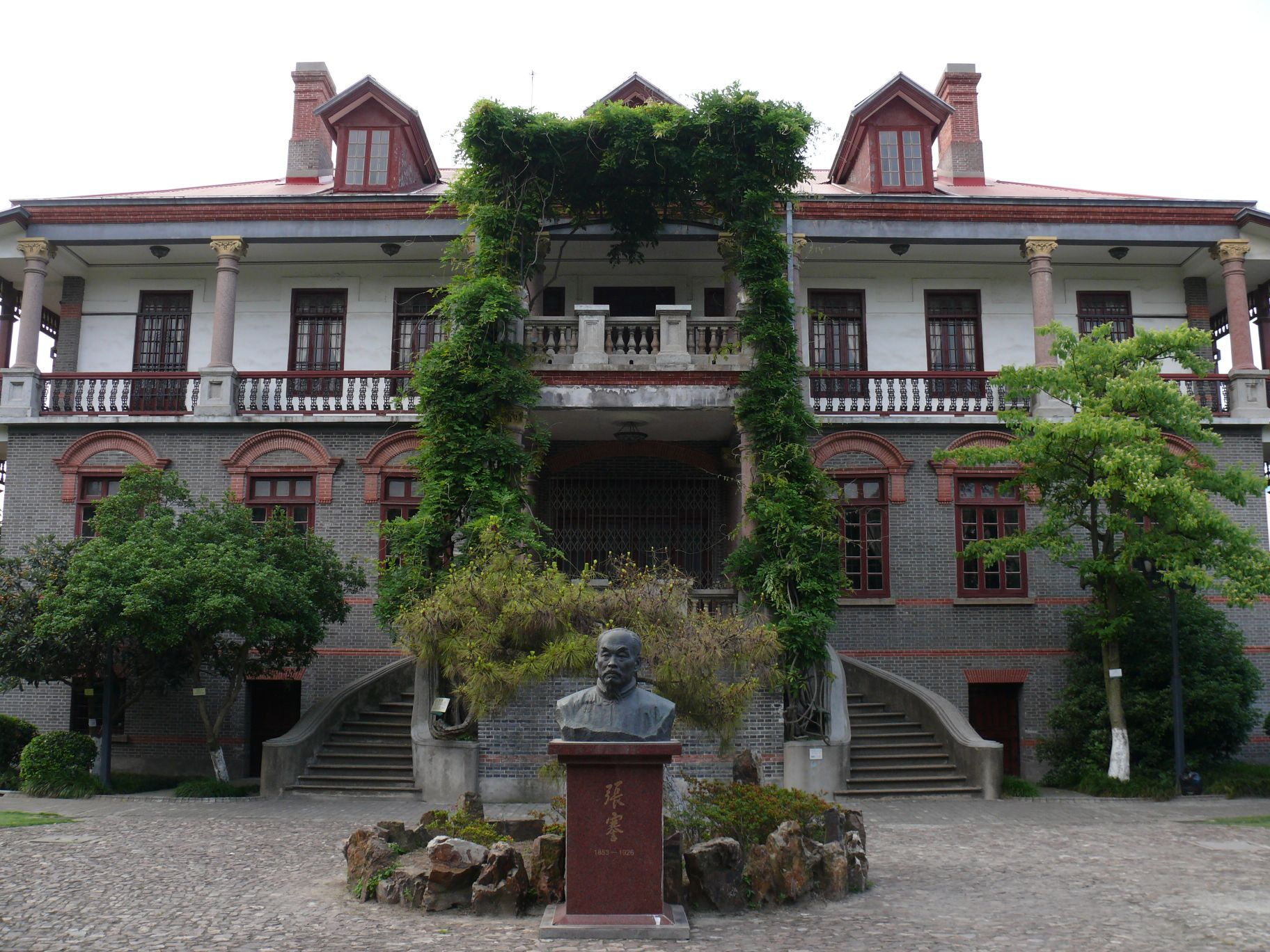
Bâtiment historique du musée.
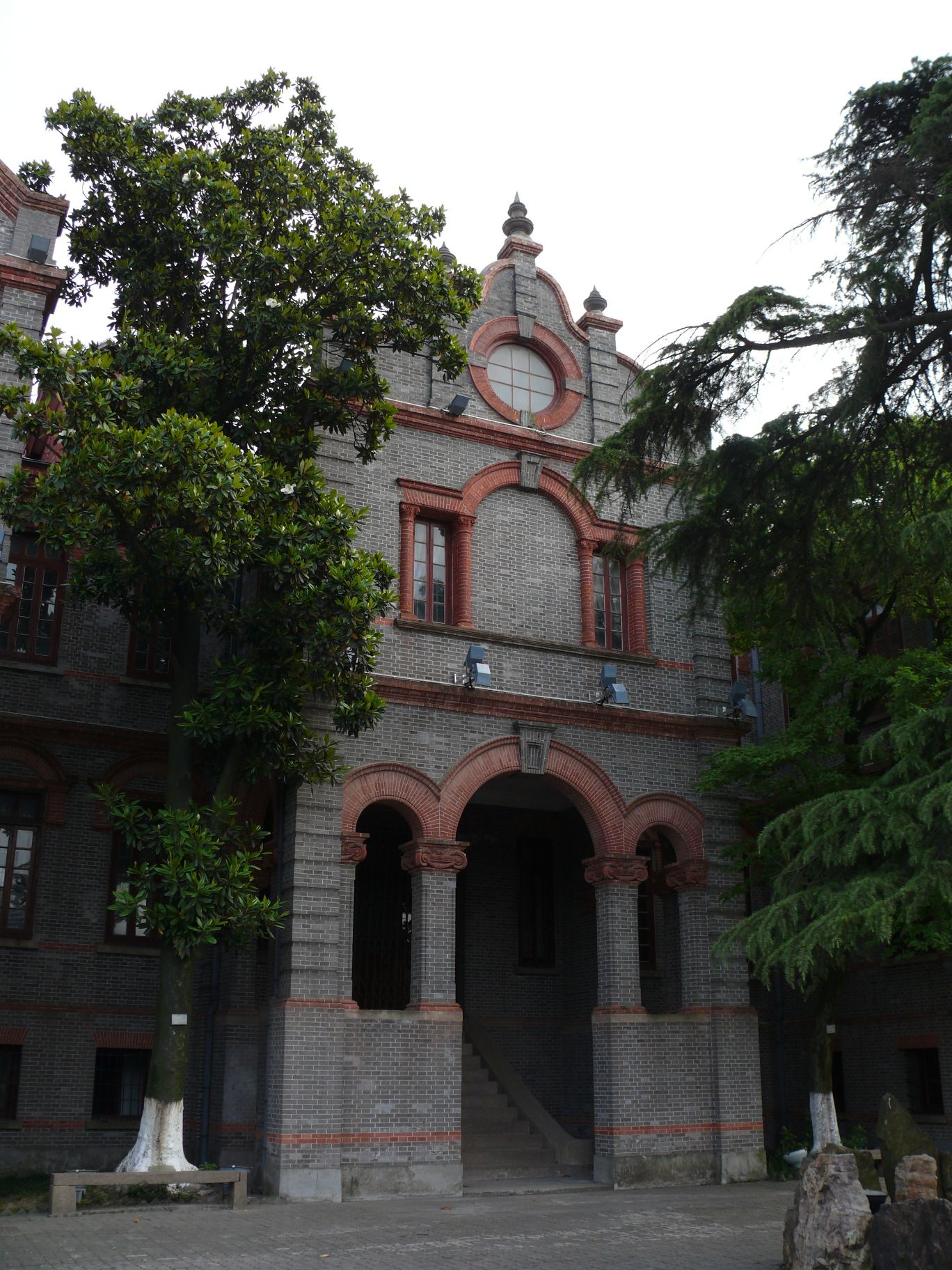
Détail du bâtiment historique du musée.
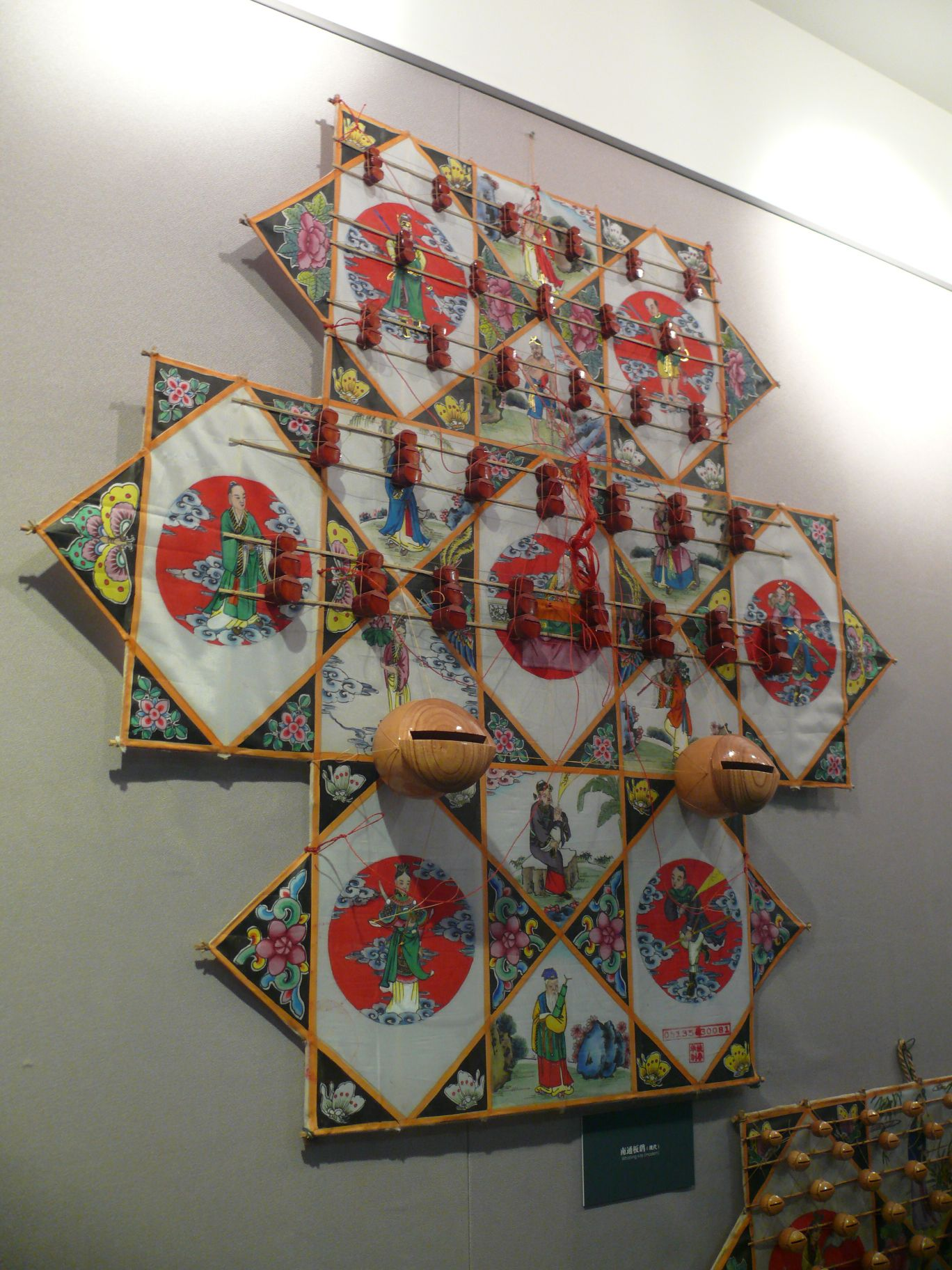
Un cerf-volant au musée de Nantong.
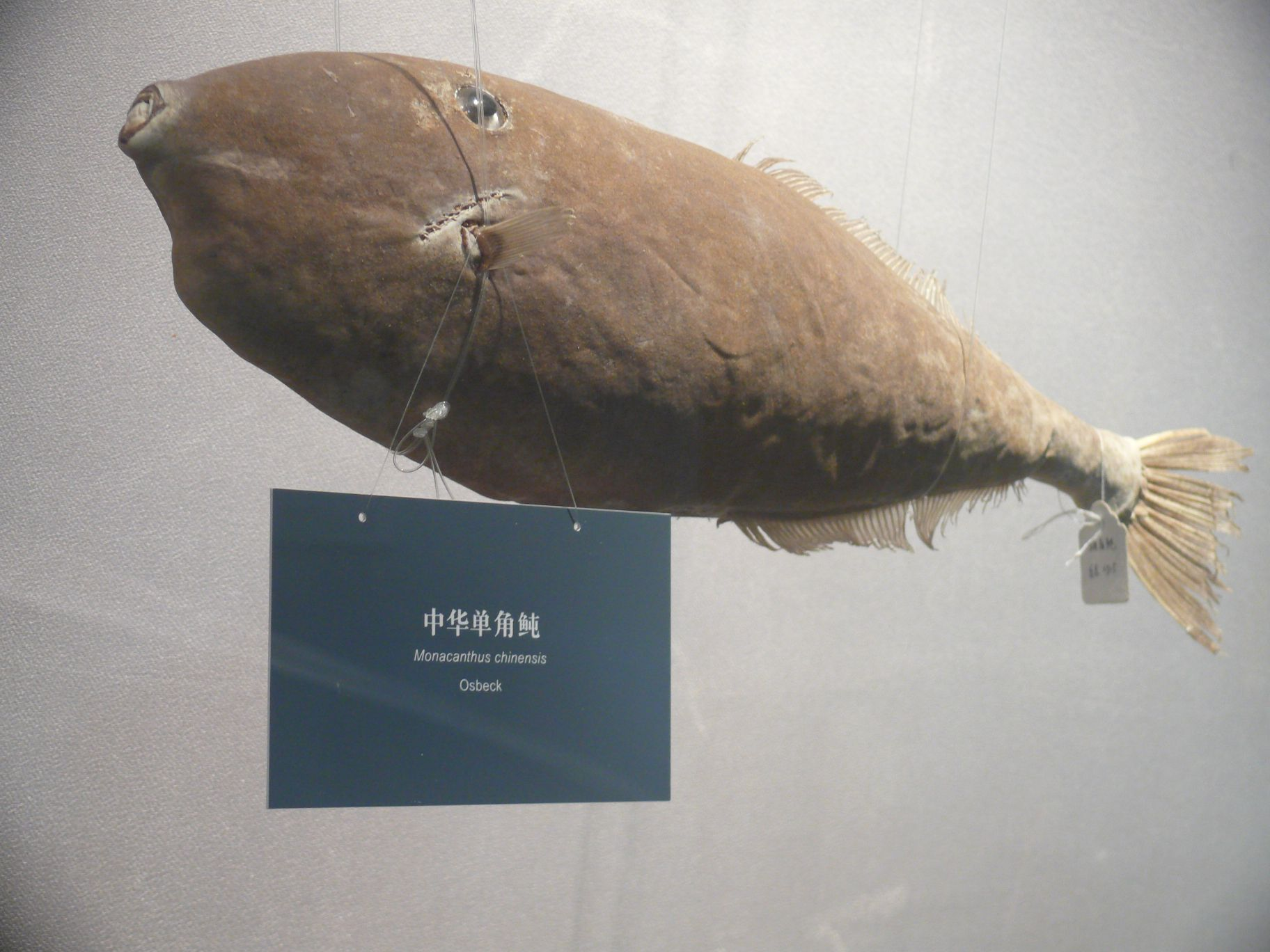
Monacanthus chinensis au musée de Nantong.
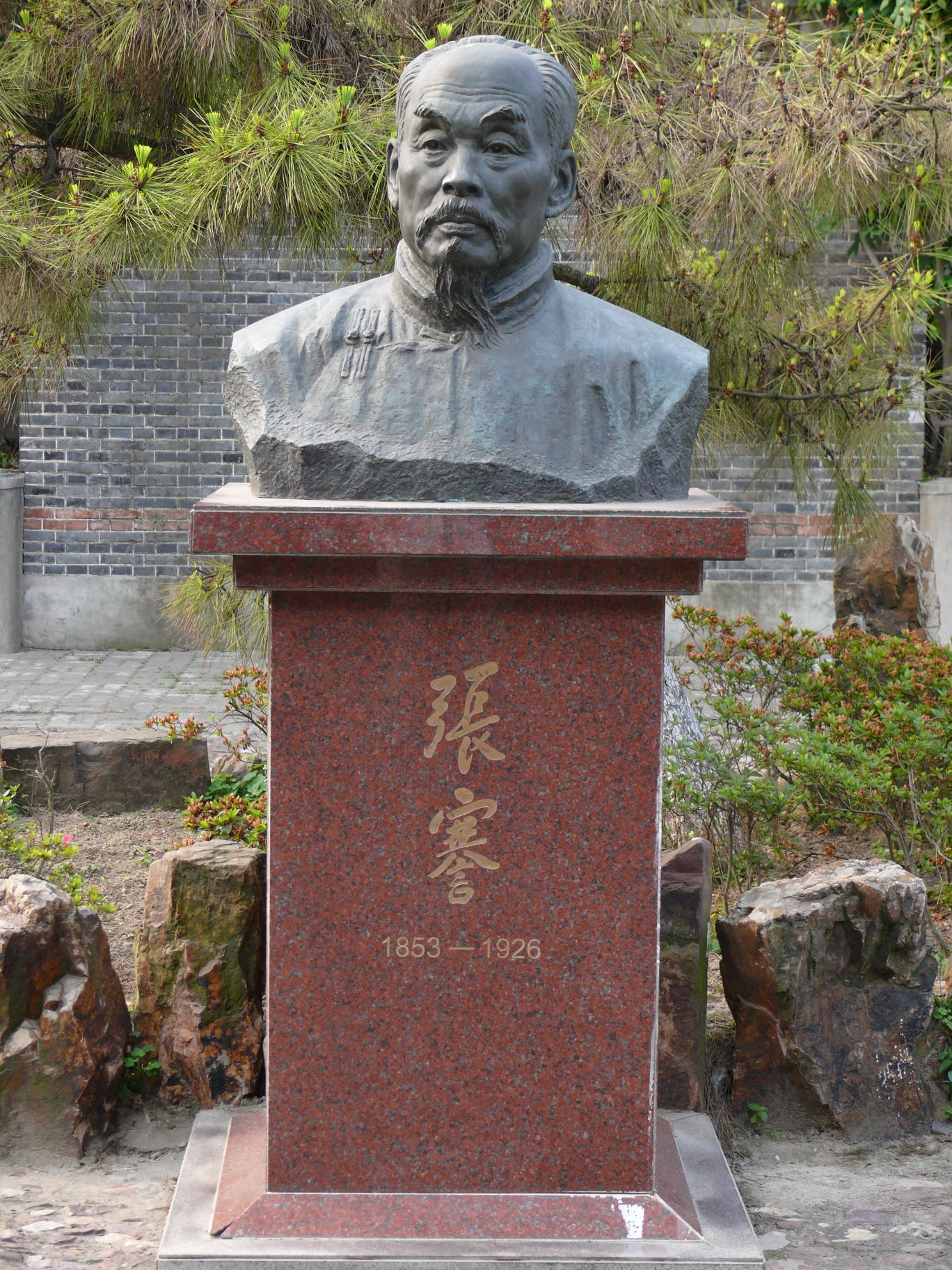
Buste de Zhang Jian au musée de Nantong.